# Мирне (селище, Сумський район)
Мирне — селище в Україні, у Сумському районі Сумської області. Населення становить 86 осіб. До 2020 орган місцевого самоврядування — Василівська сільська рада.

## Географія
Селище Мирне знаходиться за 3 км від річки Грунь. На відстані 1,5 км розташоване село Василівка. По селу протікає пересихаючий струмок з загатою.

## Історія
12 червня 2020 року, відповідно до Розпорядження Кабінету Міністрів України № 723-р «Про визначення адміністративних центрів та затвердження територій територіальних громад Сумської області» увійшло до складу Лебединської міської територіальної громади.
19 липня 2020 року, в результаті адміністративно-територіальної реформи та ліквідації Лебединського району, селище увійшло до складу новоутвореного Сумського району.
1. ↑  Кабінет Міністрів України - Про визначення адміністративних центрів та затвердження територій територіальних громад Сумської області. www.kmu.gov.ua (ua) . Архів оригіналу за 25 жовтня 2021. Процитовано 25 жовтня 2021.
2. ↑  Постанова Верховної Ради України від 17 липня 2020 року № 807-IX «Про утворення та ліквідацію районів»